# Fiserv
Fiserv, Inc. ist ein US-amerikanisches Unternehmen mit Sitz in Brookfield, Wisconsin. Fiserv bietet Zahlungsverkehrs-Dienstleistungen und Software für Banken, die Finanz- und Retailbranche an.
Das Unternehmen ist im Aktienindex S&P 500 und der NASDAQ gelistet.

## Geschichte
Fiserv wurde im Jahr 1984 durch einen Zusammenschluss der Unternehmen First Data Processing und Sunshine State Systems gegründet. Das Unternehmen fokussierte sich zunächst auf Datenverarbeitungsdienstleistungen für die Finanzindustrie.
Nach weniger als zwei Jahren schnellen Wachstums, gefördert vor allem durch eine Vielzahl an Übernahmen, wurde das Unternehmen an der NASDAQ gelistet. Die größte Übernahme der frühen Jahre war die der Citicorp Information Resources, einem Tochterunternehmen der Citibank, im Jahr 1991.
1995 startete Fiserv seine Online-Präsenz und Website; 1997 wurden erstmals vollständig elektronische Rechnungen (unter dem Markennamen E-Bills) angeboten.
Im Jahr 2005 wurde Jeffery Yabuki zum CEO ernannt. Nach Angaben des Unternehmens wurden unter Yabukis Führung 44.000 Mitarbeiter eingestellt, bis 2019 eine Aktionärsrendite von 969 % erzielt. Im Jahr 2020 trat Yabuki als CEO zurück und wurde durch Frank Bisignano ersetzt.
2007 übernahm Fiserv den damals führenden Anbieter von Online-Banking, Online-Rechnungsbezahlungsdiensten und Software für die Scheckabrechnung und ACH-Verarbeitung (Lastschriftverfahren), CheckFree.
Mitte Januar 2019 wurde die Übernahme von First Data bekannt.

### Akquisitionen
Im Laufe seiner Entwicklung hat sich das Unternehmen durch verschiedene Übernahmen entwickelt (Auswahl):
1991
- Citicorp Information Resources - eine Tochtergesellschaft der Citibank

1995
- Information Technology, Inc. (ITI)

2003
- General American Corporation (GAC)
- CNS (Consumer Network Services)

2005
- Del Mar Database
- Assets of U.S. eLending business from Emergis
- Interactive Technologies
- Administrative Services Group Inc.
- JW Hutton
- BillMatrix
- VerticalPoint
- Xcipio, Inc.

2006
- CareGain, Inc.
- Teile von CT Insurance Services & CCH Wall Street

2007
- NetEconomy
- CheckFree

2019
- First Data

2020
- Bypass Mobile

2021
- Ondot Systems, Inc.
- NetPay

2022
- Finxact

2025
- CCV Group

## Unternehmen

### Fiserv in Deutschland (TeleCash)
2003 wurde die TeleCash GmbH & Co. KG, Stuttgart (Telecash), die zuvor der Deutschen Telekom gehörte, eine Tochterfirma von First Data. 2003 war TeleCash Marktführer bei elektronischen Zahlungen über EC- und Kreditkarten in Deutschland, hatte 340 Mitarbeiter, und erwirtschaftete mit 166.000 Point-of-Sale-Terminals einen Jahresumsatz von 80 Millionen Euro. 2006 übernahm die Firma Telecash die Firma Gesellschaft für Zahlungssysteme mbH, Bad Vilbel (GZS).
2018 wurde aus dem Zusammenschluss der Gesellschaften Telecash GmbH & Co. KG, First Data Deutschland GmbH und das deutsche Kreditkarten-Acquiring-Geschäft von First Data die First Data GmbH. Zugleich erhielt die neue Gesellschaft von der Bundesanstalt für Finanzdienstleistungsaufsicht (Bafin) die Zulassung als E-Geld-Institut. 2019 wurde die First Data Gruppe dann von Fiserv übernommen und 2021 die Marke TeleCash in Folge der Übernahme erneuert.